# Miratemnus kenyaensis
Espèce
Miratemnus kenyaensis est une espèce de pseudoscorpions de la famille des Atemnidae.

## Distribution
Cette espèce est endémique du Kenya. Elle se rencontre vers le lac Elmenteita.

## Étymologie
Son nom d'espèce, composé de kenya et du suffixe latin -ensis, « qui vit dans, qui habite », lui a été donné en référence au lieu de sa découverte, le Kenya.

## Publication originale
- Mahnert, 1983 : Die Pseudoskorpione (Arachnida) Kenyas 7. Miratemnidae und Atemnidae. Revue Suisse de Zoologie, vol. 90, no 2, p. 357-398.